# Klassisches Läuferopfer
Als klassisches Läuferopfer wird im Schach ein taktisches Motiv bezeichnet, das beim Angriff auf den gegnerischen König nach dessen kurzer Rochade eingesetzt wird. Es handelt sich um ein Opfer des Läufers gegen den Randbauern, um den Bauernschutz des Königs aufzubrechen. Da es im Fall eines weißen Angriffs auf dem Feld h7 und im Fall eines schwarzen Angriffs auf h2 gebracht wird, spricht man auch vom klassischen Läuferopfer auf h7 bzw. h2. Ziel ist es, mattzusetzen oder zumindest Material oder Stellungsvorteile zu gewinnen. Das Opfer ist seit langer Zeit bekannt, gelegentlich wird es bereits auf Gioachino Grecos Schriften aus dem 17. Jahrhundert zurückgeführt. Es gibt zahlreiche bekannte Beispiele aus der Turnierpraxis.

## Voraussetzungen
Das Läuferopfer setzt im Allgemeinen voraus, dass es keinen verteidigenden Springer auf f6 (f3) gibt, der den Läufer schlagen könnte. Nach dem Opfer folgt typischerweise ein Angriff mit Springer und Dame. Dafür sollte der Angreifer das Feld g5 (g4) kontrollieren und mit einem Springer besetzen können (Sg5+ bzw. Sg4+), ebenso sollte die Dame auf die h-Linie gelangen (etwa Dh5 bzw. Dh4). Oft werden später weitere Angreifer benötigt.
Steht ein verteidigender Läufer auf e7 (bzw. e2), kann ein Bauer auf h4 (bzw. h5) notwendig sein, besonders wenn der h-Turm sich noch auf seinem Ausgangsfeld befindet und so am Angriff teilnehmen kann. Inkorrekt ist das Opfer oft, wenn der Verteidiger die Möglichkeit hat, das Feld h7 (h2) nach dem Angriffszug der Dame zu decken, etwa durch Sf6 (Sf3) oder Lf5 (Lf4).

## Beispiele
|   | a | b | c | d | e | f | g | h |   |
| 8 |   |   |   |   |   |   |   |   | 8 |
| 7 |   |   |   |   |   |   |   |   | 7 |
| 6 |   |   |   |   |   |   |   |   | 6 |
| 5 |   |   |   |   |   |   |   |   | 5 |
| 4 |   |   |   |   |   |   |   |   | 4 |
| 3 |   |   |   |   |   |   |   |   | 3 |
| 2 |   |   |   |   |   |   |   |   | 2 |
| 1 |   |   |   |   |   |   |   |   | 1 |
|   | a | b | c | d | e | f | g | h |   |

Ein einfaches Beispiel:
Nach den Zügen 1.e2–e4 e7–e6 2.d2–d4 d7–d5 3. Sb1–c3 Sg8–f6 4.e4–e5 Sf6–d7 5.Sg1–f3 Lf8–b4 6.Lf1–d3 0–0??
kann Weiß mit 7.Ld3xh7+! Kg8xh7 8.Sf3–g5+ die schwarze Dame gewinnen oder Matt erzwingen:
8. … Kh7–h8 9. Dd1–h5+ Kh8–g8 10. Dh5–h7 matt;
8. … Kh7–g8 9. Dd1–h5 (droht Dh7 matt) Tf8–e8 10. Dh5xf7+ Kg8–h8 11. Df7–h5+ Kh8–g8 12. Dh5–h7+ Kg8–f8 13. Dh7–h8+ Kf8–e7 14. Dh8xg7 matt;
8. … Kh7–h6 9. Sg5xf7 mit Doppelschach und Damengewinn durch eine Springergabel;
8. … Kh7–g6 9. h2–h4 nebst h5+.
Sehr häufig zitiert wird etwa die Partie Edgard Colle – John O’Hanlon, Nizza 1930. Eine Erweiterung des Opfers zu einem doppelten Läuferopfer auf h7 und g7 zeigte die vielzitierte Partie Lasker – Bauer, Amsterdam 1889.

## Namen
Im Englischen ist neben „classic(al) bishop sacrifice“ der Name „Greek gift (sacrifice)“, also „griechisches Geschenk“ üblich. Dies wird einerseits als Anspielung auf das Danaergeschenk, andererseits aber auch als Verballhornung von „Grecos Opfer“ nach Gioachino Greco verstanden, der das Läuferopfer zuerst gezeigt haben soll.